# 比洛貝里茲卡
48°9′56″N 25°2′49″E / 48.16556°N 25.04694°E

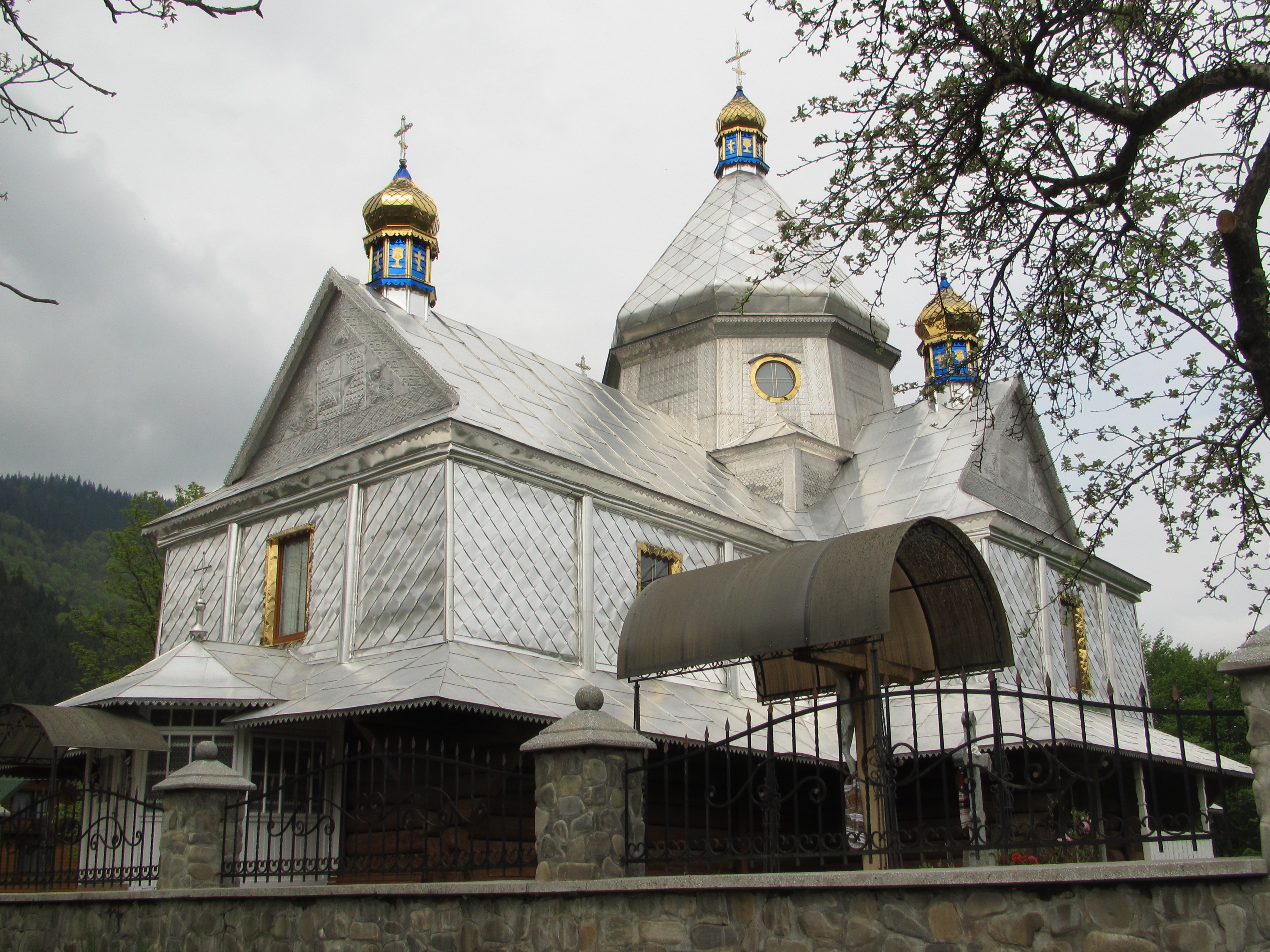
教堂

比洛贝里茲卡（烏克蘭語：Білоберізка），是烏克蘭西部伊萬諾-弗蘭科夫斯克州韋爾霍維納區比洛贝里兹卡市镇内的村落及其行政中心。面積20平方公里，2001年人口1,234，人口密度每平方公里61.7人。